# Crotalaria eichleri
Crotalaria eichleri là một loài thực vật có hoa trong họ Đậu. Loài này được (Tamura) Tamura miêu tả khoa học đầu tiên năm 1997.